# فلسفة حديثة مبكرة
الفلسفة الحديثة المبكرة (أيضًا الفلسفة الكلاسيكية الحديثة) هي فترة في تاريخ الفلسفة في البداية أو متداخلة مع الفترة المعروفة باسم الفلسفة الحديثة.
كان العصر الحديث المبكر للفلسفة حركة تقدمية للفكر الغربي، واستكشاف من خلال النظريات والخطاب، والعقل والمادة، والحياة الخارقة للطبيعة، والحياة المدنية. لقد نجحت في عصر القرون الوسطى، والتي يشار إليها أحيانًا باسم العصور المظلمة. يُعتقد عادةً أن الفلسفة الحديثة المبكرة حدثت بين القرنين السادس عشر والثامن عشر، على الرغم من أن بعض الفلاسفة والمؤرخين قد وضعوا هذه الفترة في وقت أبكر قليلاً. خلال هذا الوقت، كان من بين الفلاسفة المؤثرين ديكارت، ولوك، وهيوم، وكانط، وجميعهم ساهموا في الفهم الحالي للفلسفة.